# Siège de Mézières (1521)
Pour les articles homonymes, voir Mézières.
Sixième guerre d'Italie
Le siège de Mézières eut lieu en 1521, au cours de la sixième guerre d'Italie. La ville (qui fait aujourd'hui partie de Charleville-Mézières) a été assiégée par une armée du Saint-Empire romain germanique. Mézières était défendue par des troupes françaises sous le commandement de Pierre Terrail de Bayard et d'Anne de Montmorency. 
Le siège fut un échec, et la résistance déterminée des Français donna davantage de temps à François Ier pour rassembler ses forces contre Charles Quint.

## Contexte
L'offensive française en territoire espagnol, à l'été 1521, vient de se solder par un échec ; le soulèvement du Royaume de Navarre, territoire frontalier passé récemment sous contrôle hispanique (conquête en 1512), a contraint le maréchal de Foix à faire retraite pour éviter d'être coupé de ses lignes de ravitaillement, puis le 30 juin 1521 les Français ont été battus à la bataille de Noain : cette défaite sanctionne le contrôle définitif des rois de Castille sur la Navarre.
D'autre part, dans la paix fragile qui avait suivi l'élection de Charles Quint, les Anglais devaient jouer le rôle d'arbitre entre les princes Valois et Habsbourg. Après l'échec du Camp du Drap d'Or, le roi Henri VIII et son ministre Thomas Wolsey avaient fait alliance avec le jeune empereur. Pourtant, en juin 1521, François Ier acceptait la médiation des Anglais dans l’espoir d’arracher une trêve susceptible de lui permettre de se rétablir : menacé sur plusieurs fronts, la crise financière qui frappait la France interdisait en effet la levée rapide d'une armée.
Le duc de Bouillon effectuait depuis plusieurs semaines des incursions dans les Flandres lorsque le 20 août, Charles Quint ordonna l’invasion du nord de la France. Les troupes impériales commandées par le comte Franz de Nassau-Sickingen se portèrent sur Mouzon.

## Le siège: un stratagème de Bayard
Les villageois se réfugièrent alors dans la citadelle de Mézières. Bientôt cette place-forte, défendue par Bayard avec seulement un millier d'hommes, se trouva assiégée par près de 35 000 soldats de Nassau. Les lignes des Impériaux passaient au sud-est de Manicourt.
Le siège dura six semaines,, dont trois semaines de bombardements intensifs ; Bayard soutenait là un siège désespéré puisque le roi, faute d'argent, n'était pas en mesure d'intervenir. Tandis que Mézières résistait, les villages voisins de Champeau et Manicourt (où campaient les troupes impériales) furent incendiés.

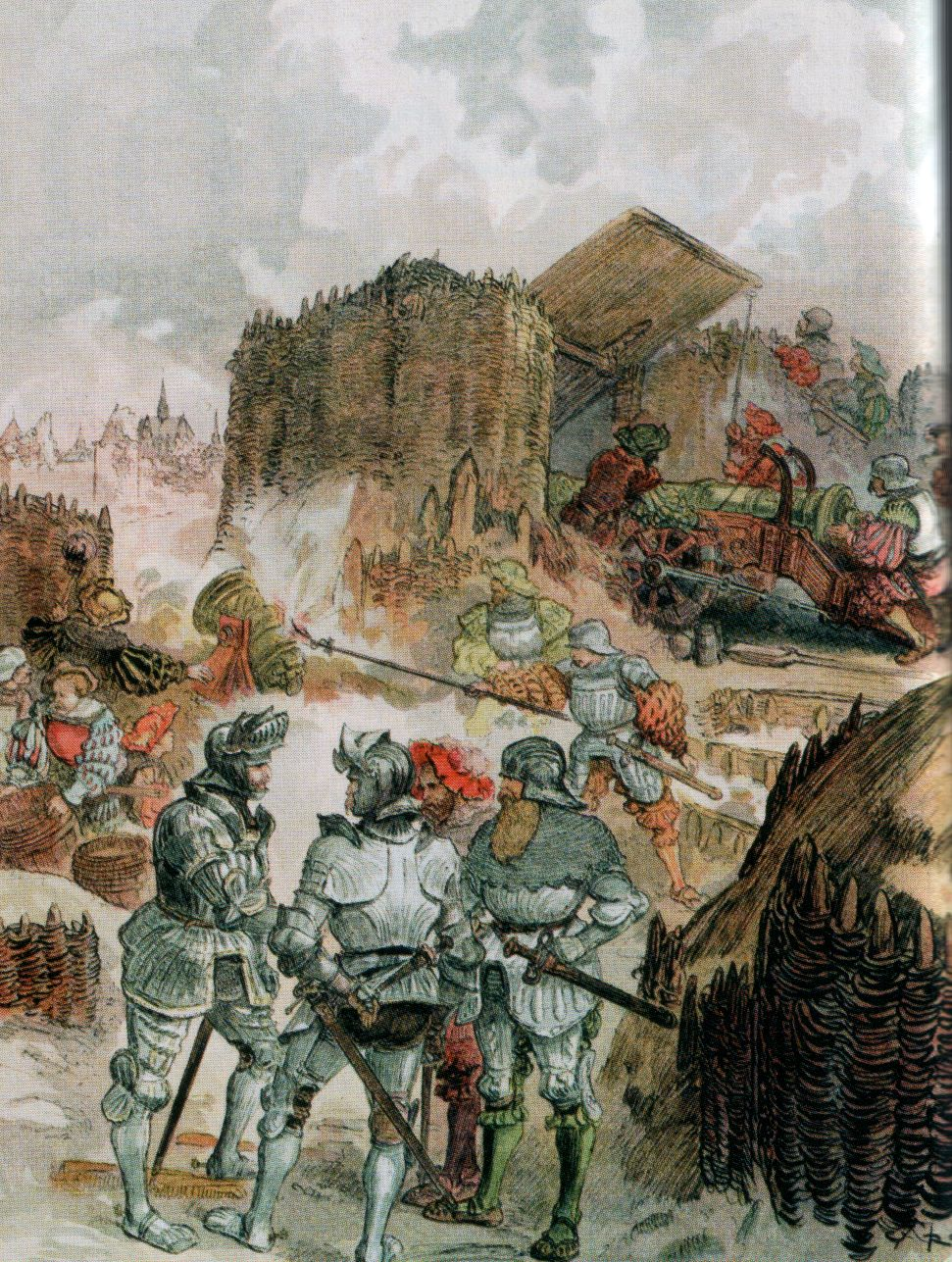
Le siège de Mézières, par G. Toudouze (1909).

Pierre Terrail, seigneur de Bayard, fut le héros de cette confrontation. Il écrivit à François Ier de fausses lettres, qu'il pensait bien finir interceptées par l’ennemi : 
« Dans ses lettres, Bayard informait le roi que la ville était parfaitement approvisionnée et bien défendue, qu'elle pouvait soutenir même un long siège, et il déclinait l’envoi de secours. Trompés par ces nouvelles, les envahisseurs, découragés, finirent par abandonner leur conquête. » Une lettre, tombée à dessein dans les mains du seigneur Franz von Sickingen, décrivait la possible défection du comte de Nasssau.
Pas vraiment content, F. von Sickingen leva le siège. Le comte de Nassau, poursuivant sa stratégie, ravagea l'est de la Picardie en passant la Meuse, pillant et détruisant les villages le long de la Sormonne dans les Ardennes, puis il s’en retourna en Hainaut.

## Conséquences
Le cardinal Wolsey proposa enfin une trêve à la France, qui fut repoussée : le roi François Ier avait gagné assez de temps pour rassembler une armée  près de Reims et ainsi empêcher de nouvelles incursions sur son territoire. Cette victoire fut bientôt suivie par d'autres, avec la reprise de Parme par Lautrec et la conquête de la place stratégique de Fontarrabie par Bonnivet.